# Syntemna stylata
Syntemna stylata är en tvåvingeart som beskrevs av Roger A. Hutson 1979. Syntemna stylata ingår i släktet Syntemna och familjen svampmyggor. Arten är reproducerande i Sverige. Inga underarter finns listade i Catalogue of Life.